# Balanomorpha
Balane, Gland de mer
Ordre
Synonymes
- Balanomorpha Chevrolat, 1837[1]
- Cardiapus Curtis, 1833[1]
- genre Mantura Stephens, 1831 (préféré par BioLib)[1]
- Stenomantura Heikertinger, 1909[1]

Balanomorpha est un ordre d'arthropodes cirripèdes du sous-embranchement des crustacés.
Les balanes (du grec balanos, « gland », par allusion à leur forme conique) sont des crustacés marins fixés, appartenant à l’infra-classe des cirripèdes et dépourvus de pédoncule. Elles se trouvent en grand nombre sur les rochers de l’estran, les quais, les éléments de balisage (bouées, perches, etc.), les coques des navires non protégées, c’est-à-dire tous les corps solides, éventuellement des organismes vivants, comme les baleines, en contact permanent ou quotidien avec l’eau de mer.
Les marins les appellent « petites berniques » (bien que du point de vue zoologique elles soient bien différentes des patelles, qui sont des mollusques), « gravants », « cravans » (Marine: lorsqu'ils sont fixés à une coque de navire), « bernaches » (prononcé « bernech » en bretagne), « dents de chiens » etc.
Au sens strict du terme, « balane » devrait servir à désigner exclusivement le genre Balanus, mais on l’applique généralement aux genres voisins du groupe des « balanomorphes », dont les chthamales, et même des « verrucomorphes » comme Verruca stroemia, dont les représentants sont très communs sur les estrans européens et qui sont englobés dans l’ordre des Sessilia de Martin & Davis.

## Description

### Les éléments protecteurs du corps
Le corps de balanes,, est protégé par un ensemble de plaques calcifiées disposées en tronc de cône qui constituent la muraille, laquelle repose sur le support par une base qui peut être membraneuse ou calcifiée. Au sommet de la muraille, un orifice, susceptible d’être fermé par quatre plaques formant l’opercule, permet à l’animal de communiquer avec le milieu extérieur.
La face interne de la muraille, de l’opercule, ainsi que la base, sont recouvertes par une lame épidermique, le manteau, qui secrète ces structures. Le manteau délimite un espace, la cavité palléale, habituellement remplie d’eau de mer, dans laquelle se trouve suspendu le corps proprement dit de l’animal.

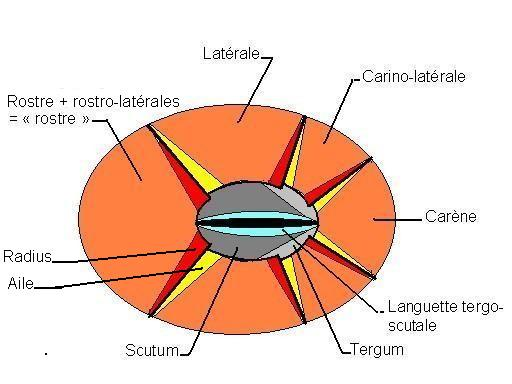
Nomenclature des pièces de la muraille et de l'opercule d'une balane de la famille des balanidae.

#### La muraille
Dans les balanes vraies (genres Balanus, Semibalanus, Solidobalanus etc.), la muraille est constituée de six plaques :
- deux plaques impaires, le rostre à l’avant et la carène à l’arrière,
- deux plaques paires, la latérale et la carino-latérale en allant de l’avant vers l’arrière.

On suppose que le rostre provient de la fusion de trois plaques primitives, le rostre proprement dit flanqué des deux rostro-latérales. On conserve généralement le nom de rostre pour cet ensemble hétérogène.
Les plaques se recouvrent partiellement : la partie recouvrante se nomme radius (= rayon) et la partie recouverte aile. Une plaque peut avoir deux radius (ou radii), deux ailes ou bien un radius et une aile.
Dans les balanes vraies, le rostre possède deux radius et la carène deux ailes. Par contre, dans les chthamales (genre Chthamalus), le rostre et la carène possèdent chacun deux ailes et sont de taille approximativement égales.

#### L’opercule
Les plaques de l’opercule paires sont, à l’avant, le scutum, à l’arrière le tergum. Ces plaques sont mues par des muscles rétracteurs et, pour les scutum, par un puissant muscle interscutal qui traverse la région céphalique de l’animal, lesquels permettent de rapprocher les plaques et de clore l’orifice.
Dans l’espace entre les plaques operculaires, deux étroits bourrelets cuticulaires en forme de lèvres, les languettes tergo-scutales  présentent, en général, des taches vivement colorées, très utiles à l’identification des espèces.
Dans le genre Verruca, l’opercule ne compte que deux plaques (scutum et tergum) disposées comme une trappe sur l’orifice. Les deux autres plaques ont été incorporées à la muraille qui est fortement asymétrique.
Dans le genre Elminius, la muraille est formée de seulement quatre plaques.

### Le corps
Le corps est formé de deux parties
- la tête (= céphalon)
- le thorax (= péréion)

#### La tête
La tête de la balane est située au-dessous des deux scutums auxquels l’animal est en quelque sorte suspendu, mais le territoire de la tête s’étend jusqu’à la base de la balane où se situent d’ailleurs les vestiges des antennules qui ont servi à fixer la larve cypris.
La partie individualisée de la tête, traversée par le muscle interscutal, possède comme seuls appendices les pièces buccales qui constituent un cône très saillant, le cône buccal qui comporte  :

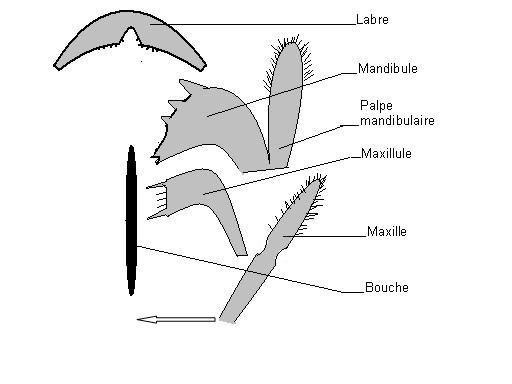
Schéma des pièces buccales d'une balane.

- Le labre, qui est une plaque semi-circulaire, impaire, dure, chitineuse, pourvue d’une échancrure médiane qui porte des épines dans certaines espèces.
- Les mandibules (Md), lames rigides, munies de fortes dents sur la face masticatrice. Elles portent, à leur base, un palpe, en forme de massue, très développé garni de nombreuses soies.
- Les maxillules (Mx1), qui sont des appendices flexibles, recourbés, dont la marge est garnie de fortes épines chitinisées.
- Les maxilles (Mx2); formées de deux lobes consécutifs garnis de soies. Leurs bases, soudées, forment l’arrière (lèvre inférieure) de la cavité buccale. Deux glandes maxillaires, à fonction excrétrice, et de petites glandes « salivaires » s’ouvrent sur ces appendices. Lors de la mue de métamorphose, l’œil nauplien de la larve cypris se sépare en trois parties, un photorécepteur impair, médian et les deux ocelles latéraux[7]. Ces organes, peu développés, permettent aux balanes de percevoir de brusques variations d’intensité lumineuse[8].Ocelles (flèches), issus de l'œil nauplien, chez Balanus eburneus. Les plaques de la muraille sont enlevées.

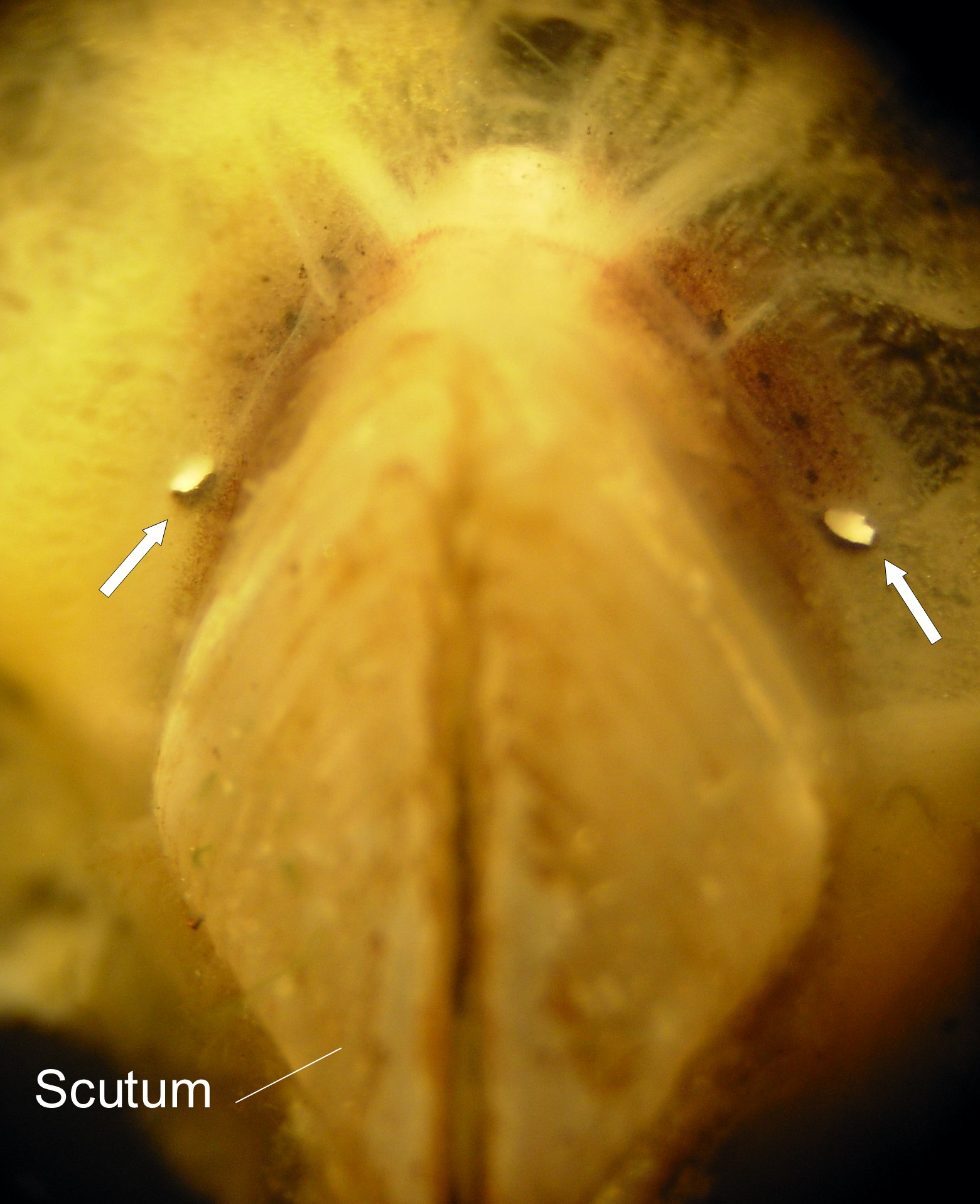
Ocelles (flèches), issus de l'œil nauplien, chez Balanus eburneus. Les plaques de la muraille sont enlevées.

#### Le thorax

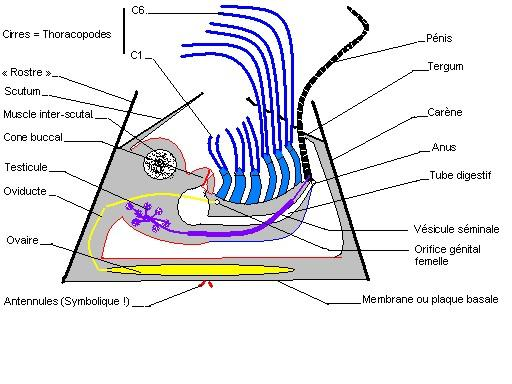
Schéma de l'organisation d'une balane.

Il est constitué de six métamères, dont le premier est en fait soudé à la tête, qui portent chacun une paire d’appendices (péréiopodes ou thoracopodes) caractéristiques : les cirres. Ces derniers sont formés d’une base (protopodite) de deux articles qui portent deux flagelles de plusieurs articles, l’un interne, l’endopodite, l’autre externe, l’exopodite.
Ces cirres constituent deux groupes de trois paires : le groupe antérieur a des rames relativement courtes et trapues, on les appelle parfois maxillipèdes, le groupe postérieur a des rames très allongées et courbes. Tous ces appendices sont garnis de soies, celles du groupe postérieur sont longues, rigides et plus ou moins entrecroisées. Elles constituent un tamis qui permet la capture de la nourriture..
Le thorax porte à son extrémité postérieure le pénis, habituellement replié entre les bases des cirres, et, immédiatement en arrière de la base du pénis, l’anus (le territoire entourant l’anus est probablement le vestige de l’abdomen et du telson).
Les orifices génitaux femelles sont situés à la base de la première paire de cirres.
De chaque côté du thorax, mais non reliées à cette partie du corps, se trouvent deux poches à parois plissées, les branchies, appendues au manteau. La fonction respiratoire n’incombe cependant pas exclusivement à ces organes, l’ensemble de la surface du corps y participe.

## Alimentation
Les balanes capturent, grâce à leurs trois paires de cirres postérieurs, les particules vivantes ou non en suspension dans l’eau (elles sont microphages et suspensivores), celles-ci vont  de grains de pollen à de petits organismes planctoniques animaux (Tintinnidés, Foraminifères, Copépodes, Amphipodes, Cnidaires, Mollusques etc.) en passant par des chaînes de cellules d’algues et des grains de quartz. Dans un intervalle de 130 minutes, un exemplaire de Balanus crenatus a capturé 45 nauplius d’Artemia salina.
Les particules retenues par l’éventail des grands cirres sont transférées aux cirres no 3, puis no 2 et no 1 puis aux pièces buccales.
Les mouvements des grands cirres peuvent être principalement des extensions-rétractions rapides ou des extensions en éventail de longue durée.

## Croissance
Comme tous les crustacés et les arthropodes en général, les balanes doivent muer pour accomplir leur croissance linéaire. Cependant la mue revêt ici un aspect particulier . En effet, le corps de l’animal et le revêtement interne de la cavité palléale muent normalement : les exuvies (vieille cuticule) sont récoltées fréquemment dans le plancton côtier. Par contre, la muraille et les pièces operculaires ne participent pas à ce phénomène et ont une croissance comparable à celle de la coquille des mollusques.
L’allongement des plaques de la muraille s’effectue par leur bordure inférieure qui, contrairement aux apparences, n’est pas soudée au support. Elle y est simplement amarrée par une multitude de petits muscles striés, pourvus d’un tendon à chaque extrémité, qui appliquent solidement la muraille contre le support. L’accroissement du périmètre de la balane s’effectue au niveau de la jonction radius-aile. Une mince pellicule épidermique s’insinue à ce niveau entre les plaques (ainsi qu’entre la limite inférieure des plaques et la base) et secrète les matériaux permettant leur élargissement.
Lorsque la densité des individus est élevée (À partir de 16 individus par centimètre carré pour Balanus balanoides ) les balanes, accolées les unes aux autres, prennent une forme prismatique et leur hauteur peut dépasser deux centimètres, pour l‘espèce ci-dessus.

## Reproduction
Les balanes sont hermaphrodites. Les ovaires sont situés au contact de la base et les oviductes s’ouvrent à la base du premier thoracopode. Les testicules sont représentés par de nombreux follicules situés sur les côtés de la tête. Une volumineuse vésicule séminale suit chaque côté du thorax et les deux fusionnent en un canal unique, le spermiducte, qui se termine à l’extrémité du pénis. Ce dernier, extrêmement extensible (atteignant 8 fois la longueur du corps, il peut s'étendre 42 fois la longueur de son corps, ce qui en fait le plus grand ratio corps/pénis du monde animal) transporte les spermatozoïdes dans la cavité palléale d’une balane voisine. La fécondation est donc  normalement croisée. Exceptionnellement, une balane isolée serait capable de s’autoféconder, à moins qu’il ne s’agisse de parthenogenèse .
Dans certaines espèces comme Semibalanus (=Balanus) balanoides le pénis est sectionné et rejeté avec l’exuvie lors de la mue qui suit la fécondation (janvier-février). Il régénère ensuite, au cours de l’été, pour redevenir fonctionnel lors de la période de reproduction suivante (décembre) 
Certaines balanes (ex. Solidobalanus sp.) peuvent avoir des mâles nains, logés dans une poche spéciale.
Les œufs, nombreux, sont pondus dans la cavité palléale où ils constituent deux masses compactes. Ils y accomplissent leur développement embryonnaire et libèrent dans le plancton des larves nauplius , munies de cornes latéro-frontales, comme c’est le cas chez les cirripèdes en général.
La phase nauplius comporte 6 stades. Le premier stade nauplius ne se nourrit pas, les nauplius des deux derniers stades possèdent des ébauches de métamères et d’appendices postérieurs aux mandibules et peuvent donc être considérés comme un métanauplius. À cette phase nauplius fait suite une unique  larve cypris qui constitue la phase du même nom. Cette dernière larve se fixe sur un support et se métamorphose pour donner la forme définitive.
Certaines balanes, comme B. balanoides, se reproduisent une seule fois l’an, d’autres comme B. perforatus et Chthamalus stellatus produisent plusieurs portées successives, en fonction de la disponibilité de la nourriture 
Un isopode parasite, Hemioniscus balani, se rencontre dans la cavité palléale de plusieurs espèces intertidales. Il détruit l’ovaire de la balane et contrarie sa croissance 

## Intérêt écologique et économique

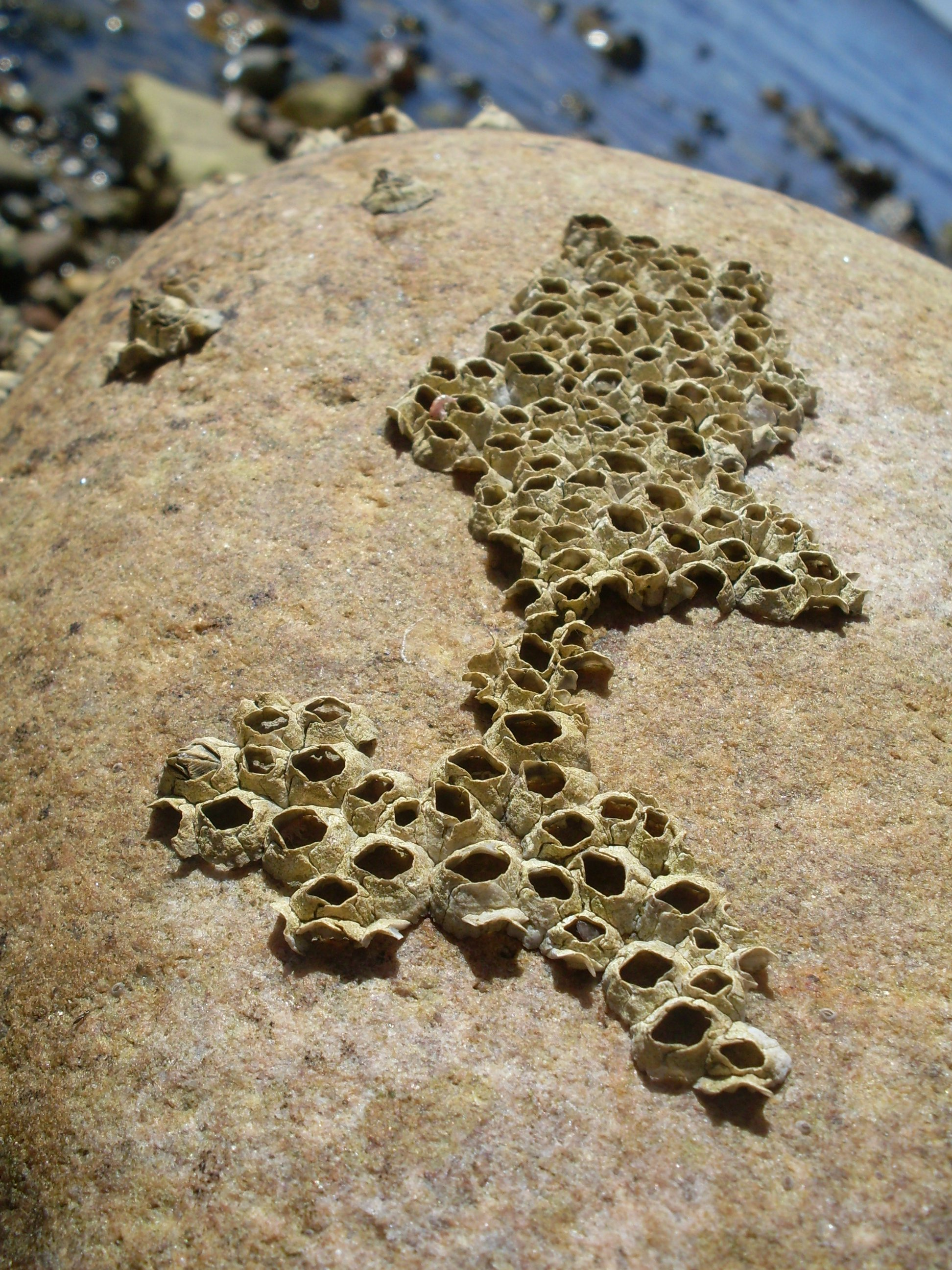
Balanes, Balanus (= Semibalanus) balanoides. Un seul individu vivant, à l'extrême gauche, en possession de ses plaques operculaires. Autres, murailles vides.

Les balanes (une espèce seule ou plusieurs espèces associées) sont susceptibles d’occuper la totalité de la surface d’un support sur des étendues de plusieurs mètres carrés. Elles peuvent donc jouer un rôle de premier plan dans l’écologie d’un estran, par exemple, où leurs populations denses interfèrent inévitablement avec celles des autres espèces animales et végétales.
Elles sont immobiles et planctonophages, et leur activité alimentaire est donc sans effet sur les occupants voisins adultes, mais elles peuvent réduire leur succès reproducteur en capturant leurs œufs ou leurs larves planctoniques. Elles représentent aussi, pour la même raison, des compétiteurs pour les animaux microphages, comme les mollusques bivalves (huîtres, moules, etc.), lesquels peuvent constituer un intérêt économique pour l’homme. C’est ainsi qu’au Canada, dans la baie de Passamoquoddy, les larves de Semibalanus (= Balanus) balanoides représentent 20 % du zooplancton de printemps ; et que, dans la baie de Fundy, la même espèce produit jusqu’à 40 grammes (soit 40 millions de larves) par mètre carré et par an. Dans le bassin d’Arcachon, on a estimé la production d’œufs d’Elminius modestus à 971 tonnes par an, et les larves qui en résultent consommeraient 15 500 tonnes de matière organique (phytoplancton essentiellement).
D’un autre côté, sur l’estran, les jeunes balanes nouvellement installées sont consommées par les espèces brouteuses, notamment les patelles (Patella). Le prédateur le plus redoutable de Semibalanus balanoides, à l’état adulte, est le pourpre Nucella lapillus . Contrairement à ce qui se passe lorsqu’il s’attaque à des moules, le pourpre perfore rarement la coquille de la balane, mais parvient à la dévorer en écartant ses plaques operculaires. Thais s’attaque de préférence aux individus de grande taille, et, en été, il serait responsable, en consommant une ou deux balanes par jour, de l’essentiel de la mortalité des B. balanoides âgés de plus de six mois.
Étant parfaitement sédentaires, les balanes (genres Balanus et Chthamalus)[pas clair] peuvent être suivies individuellement sur de longues périodes, caractéristique qui a été mise à profit pour étudier les mécanismes qui contrôlent leur zonation (étagement) sur l’estran. Ces travaux, ont permis de démontrer qu’au-delà des facteurs physiques (action mécanique de la mer, température, dessiccation, etc.), les facteurs biotiques (notamment la compétition interspécifique et la prédation) jouent un rôle de premier plan dans la détermination des limites de l’espace occupé par les espèces dans la zone de balancement des marées, en particulier la limite inférieure.
Lorsqu'ils sont en extension, les cirres des balanes sont « broutés » par des poissons littoraux comme les blennies (Coryphoblennius galerita, Blennius plolis) 
Les murailles de balanes mortes procurent un abri à plusieurs espèces de l'estran, comme les petits bigorneaux Littorina saxatilis et L. neritoides (des mollusques gastéropodes) ou Dynamene bidentata (un le crustacé isopode).
Les balanes, avec d’autres cirripèdes, sont parmi les principaux agents de salissure des coques des navires. Plusieurs espèces des mers plus ou moins lointaines ont été introduites sur les côtes européennes, où elles se sont installées durablement (Elminius modestus, Balanus improvisus, Amphibalanus (=Balanus) amphitrite, B. (= Amphibalanus) eburneus, Solidobalanus fallax, Balanus trigonus, etc., et ont parfois modifié considérablement les écosystèmes d'accueil.

## Liste des familles
Selon World Register of Marine Species (2 octobre 2021) :

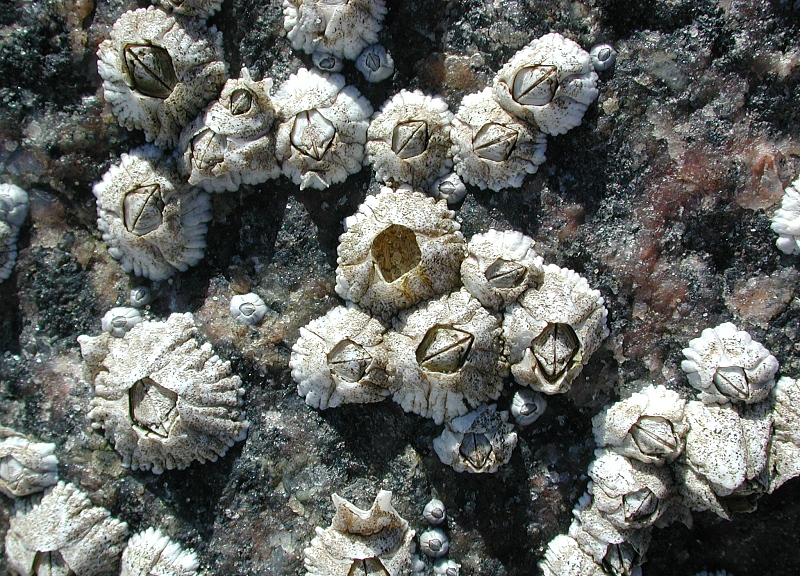
Balanes : Balanus (=Semibalanus) balanoides probablement.

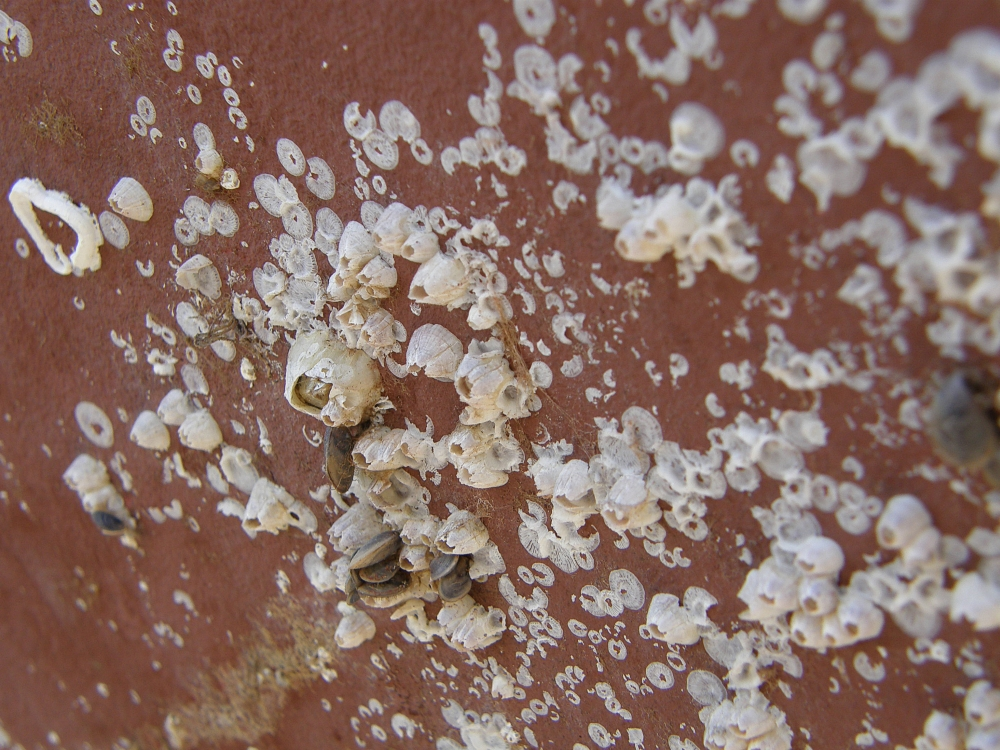
Balanes : Balanus perforatus. Les cercles blancs sont les bases calcifiées d'individus morts dont la muraille a été arrachée.

- super-famille Balanoidea Leach, 1817
  - famille Balanidae Leach, 1817
  - famille Pyrgomatidae Gray, 1825
- super-famille Chthamaloidea Darwin, 1854
  - famille Catophragmidae Utinomi, 1968
  - famille Chionelasmatidae Buckeridge, 1983
  - famille Chthamalidae Darwin, 1854
  - famille Pachylasmatidae Utinomi, 1968
  - famille Waikalasmatidae Ross & Newman, 2001
- super-famille Coronuloidea Leach, 1817
  - famille Austrobalanidae Newman & Ross, 1976
  - famille Bathylasmatidae Newman & Ross, 1971
  - famille Chelonibiidae Pilsbry, 1916
  - famille Coronulidae Leach, 1817
  - famille Tetraclitidae Gruvel, 1903
- super-famille Elminioidea Chan, Dreyer, Gale, Glenner, Ewers-Saucedo, Pérez-Losada, Kolbasov, Crandall & Høeg, 2021
  - famille Elminiidae Foster, 1982
- super-famille Pachydiadematoidea Chan, Dreyer, Gale, Glenner, Ewers-Saucedo, Pérez-Losada, Kolbasov, Crandall & Høeg, 2021 †
  - famille Pachydiadematidae Chan, Dreyer, Gale, Glenner, Ewers-Saucedo, Pérez-Losada, Kolbasov, Crandall & Høeg, 2021 †

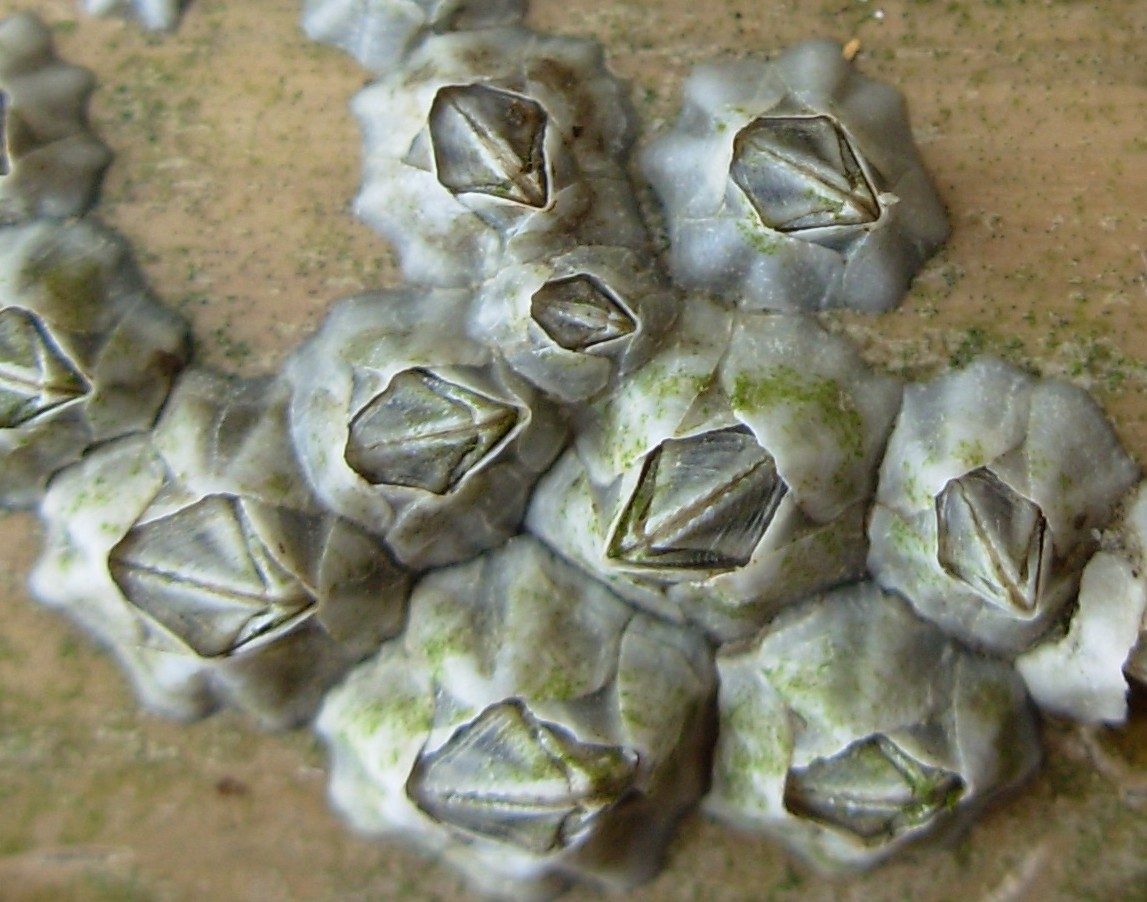
Elminius modestus (Austrobalanidae).
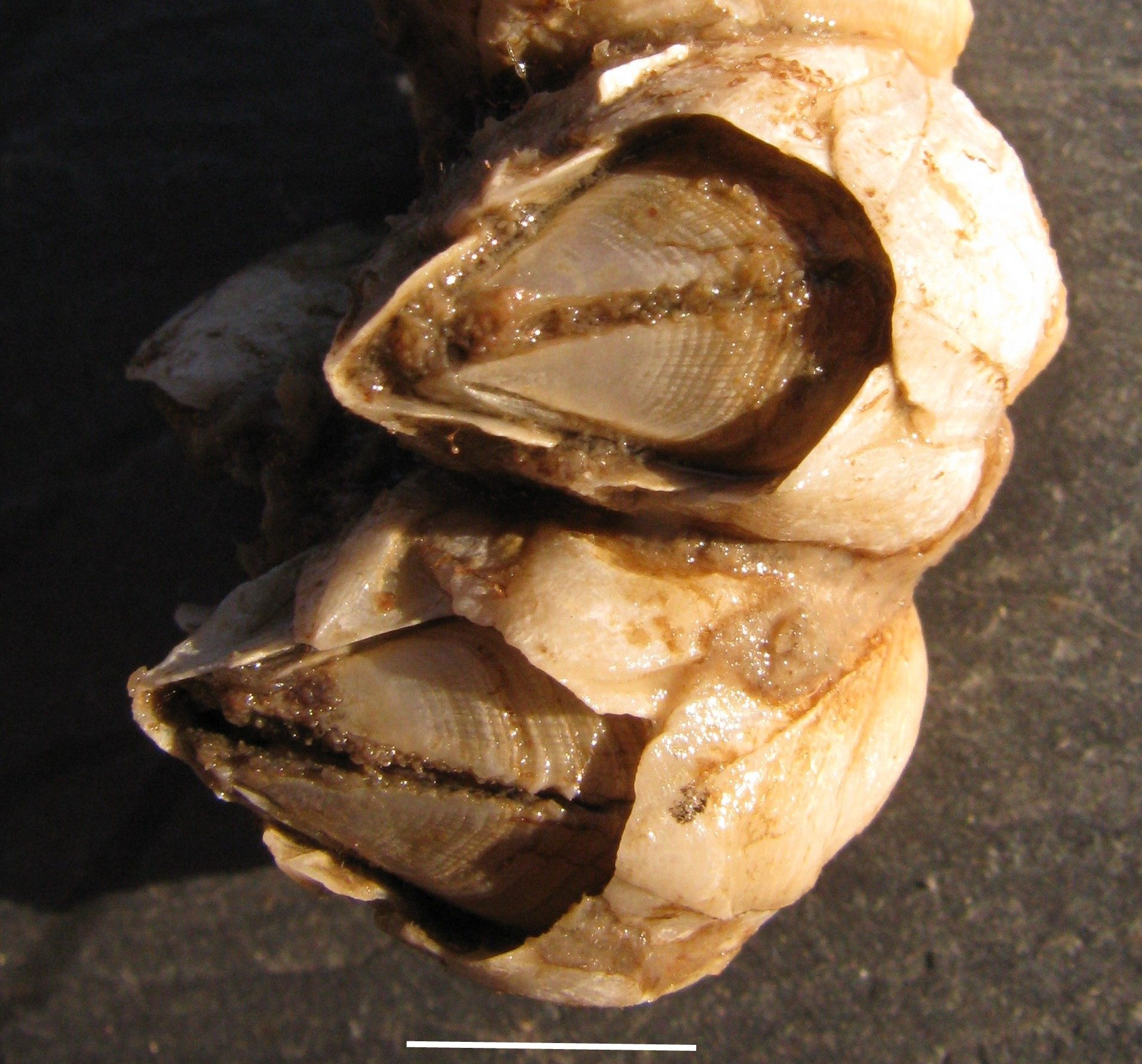
Balanus eburneus (Balanidae).
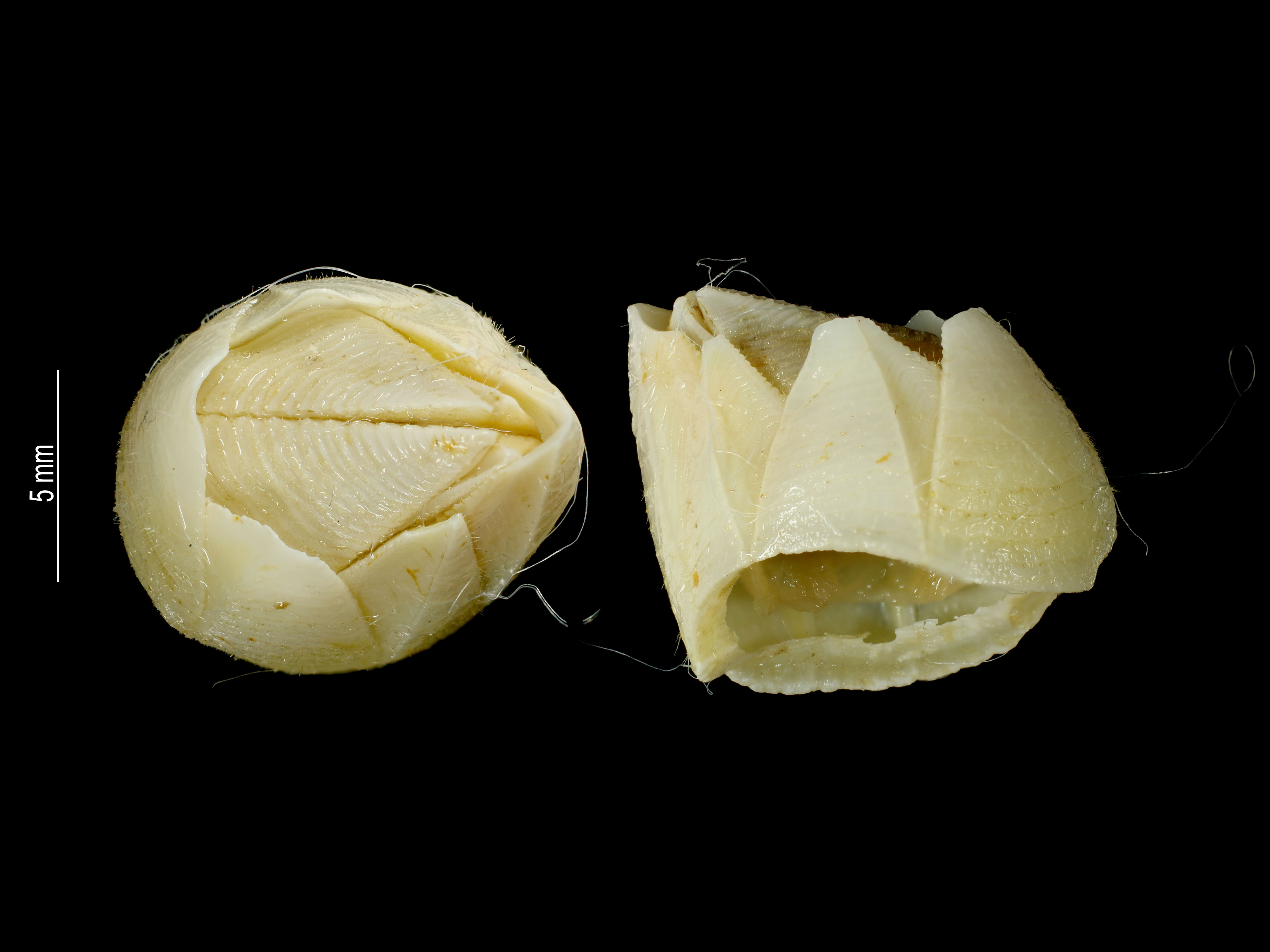
Hexelasma globosum (Bathylasmatidae).
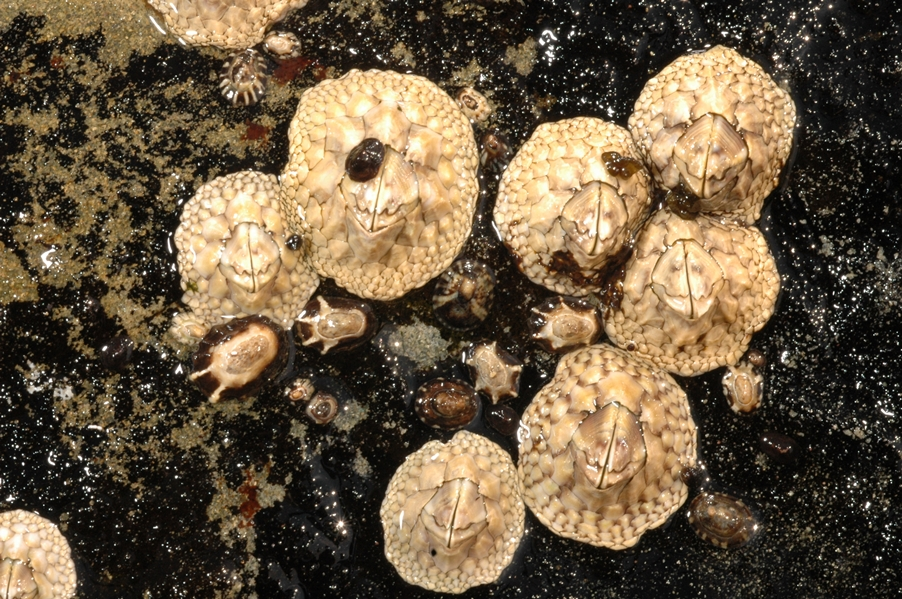
Catomeris polymerus (Catophragmidae).
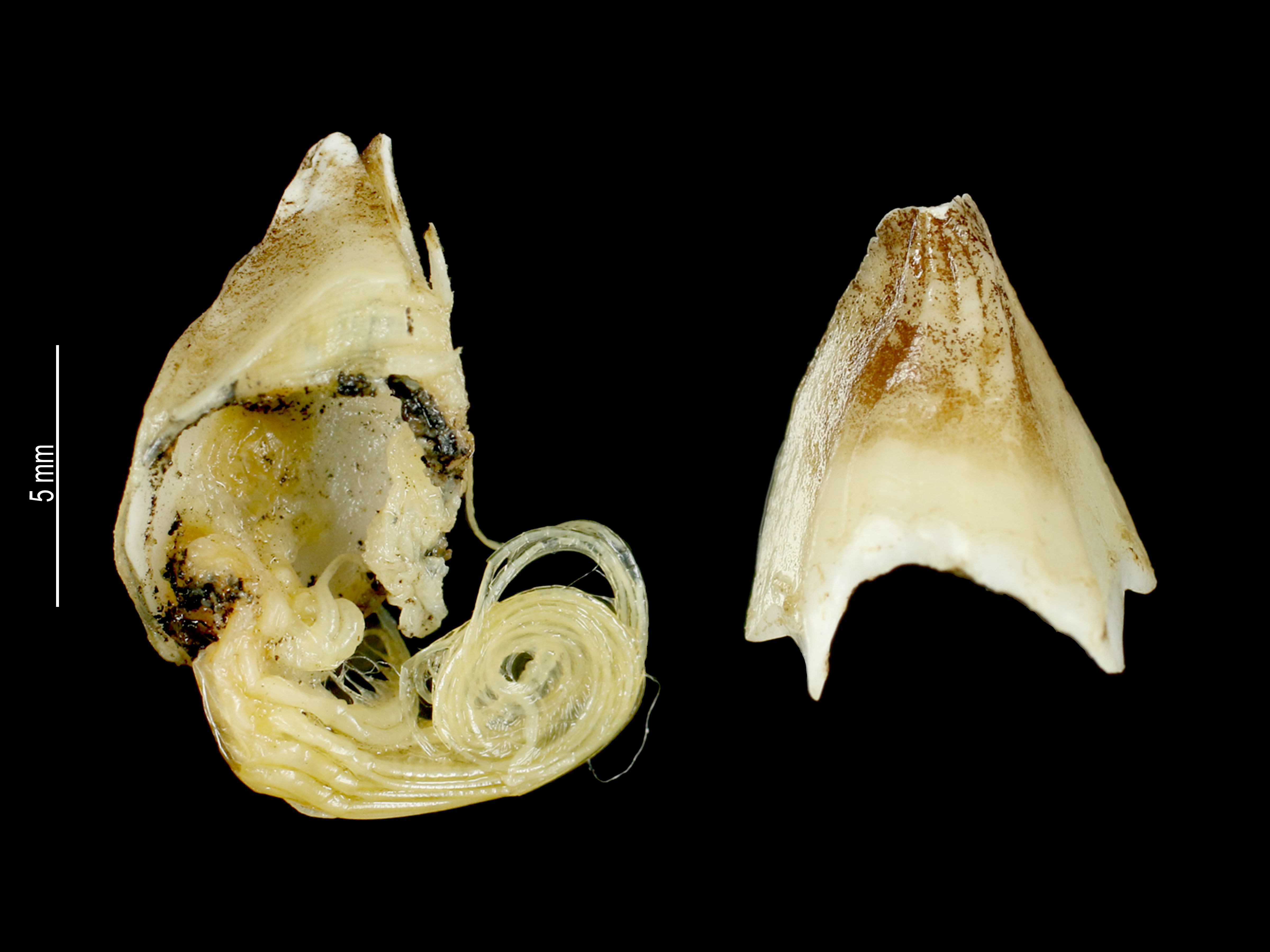
Eochionelasmus ohtai (Chionelasmatidae).
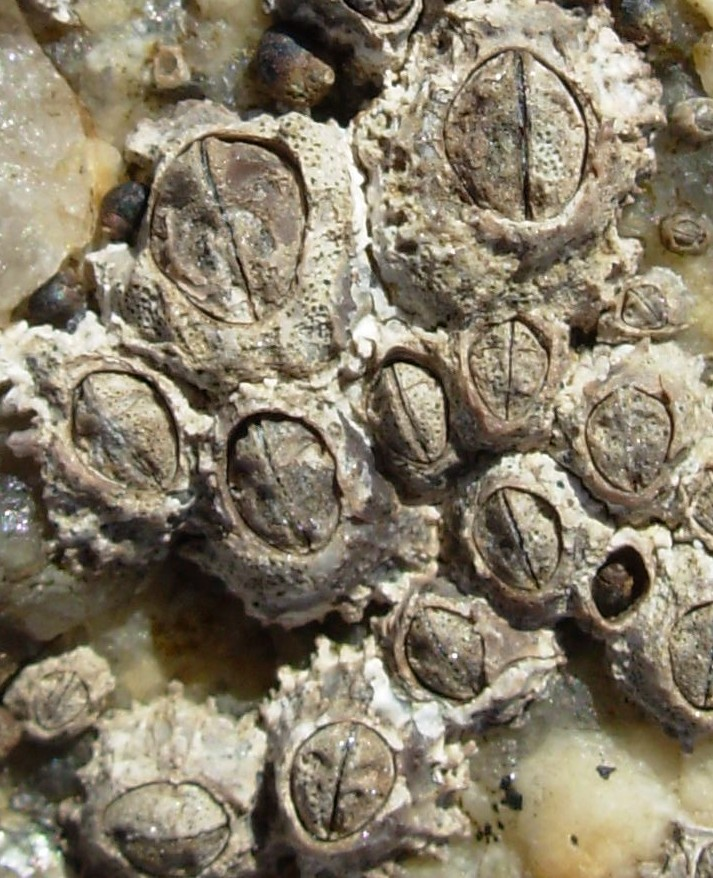
Chthamalus stellatus (Chthamalidae).
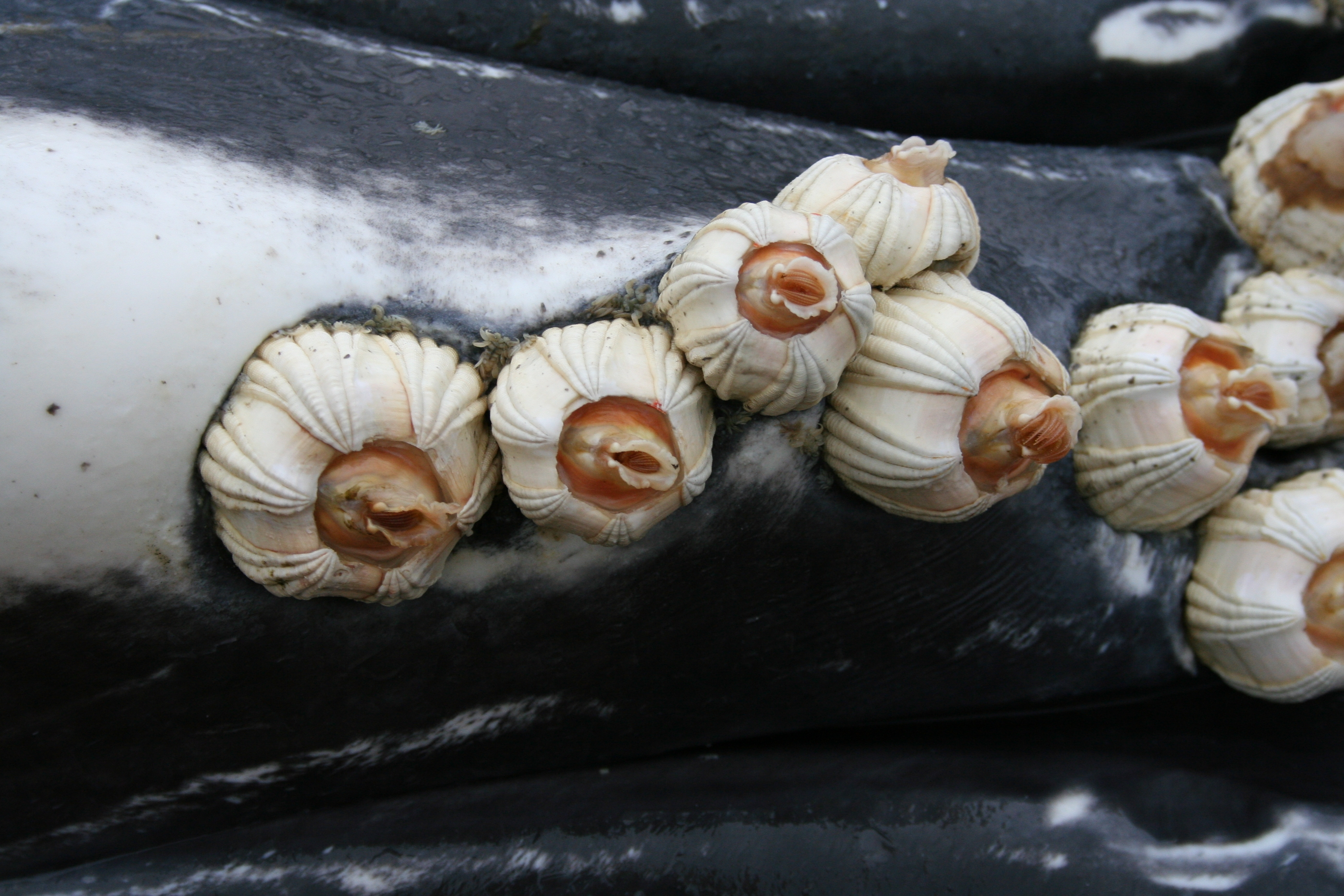
Coronula diadema (Coronulidae).
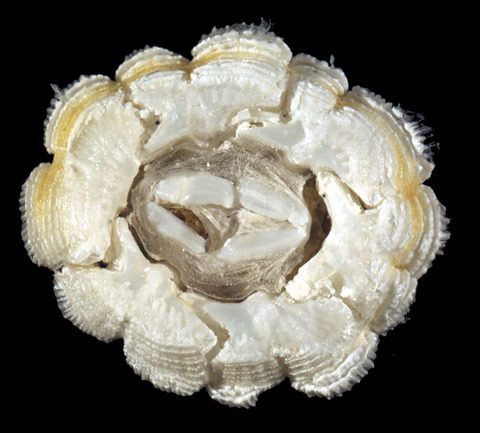
Platylepas hexastylos (Platylepadidae).
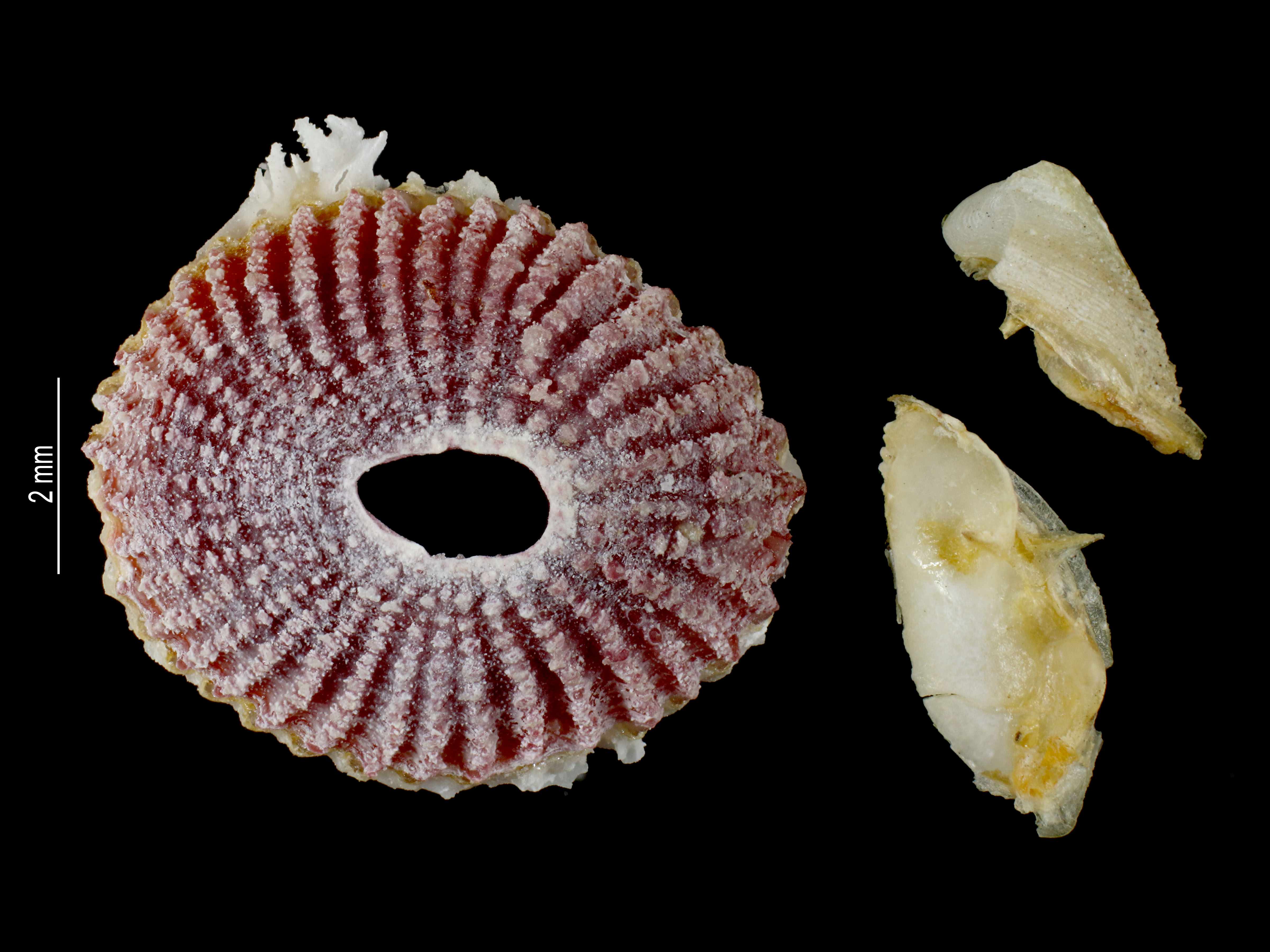
Trevathana synthesysae (Pyrgomatidae).
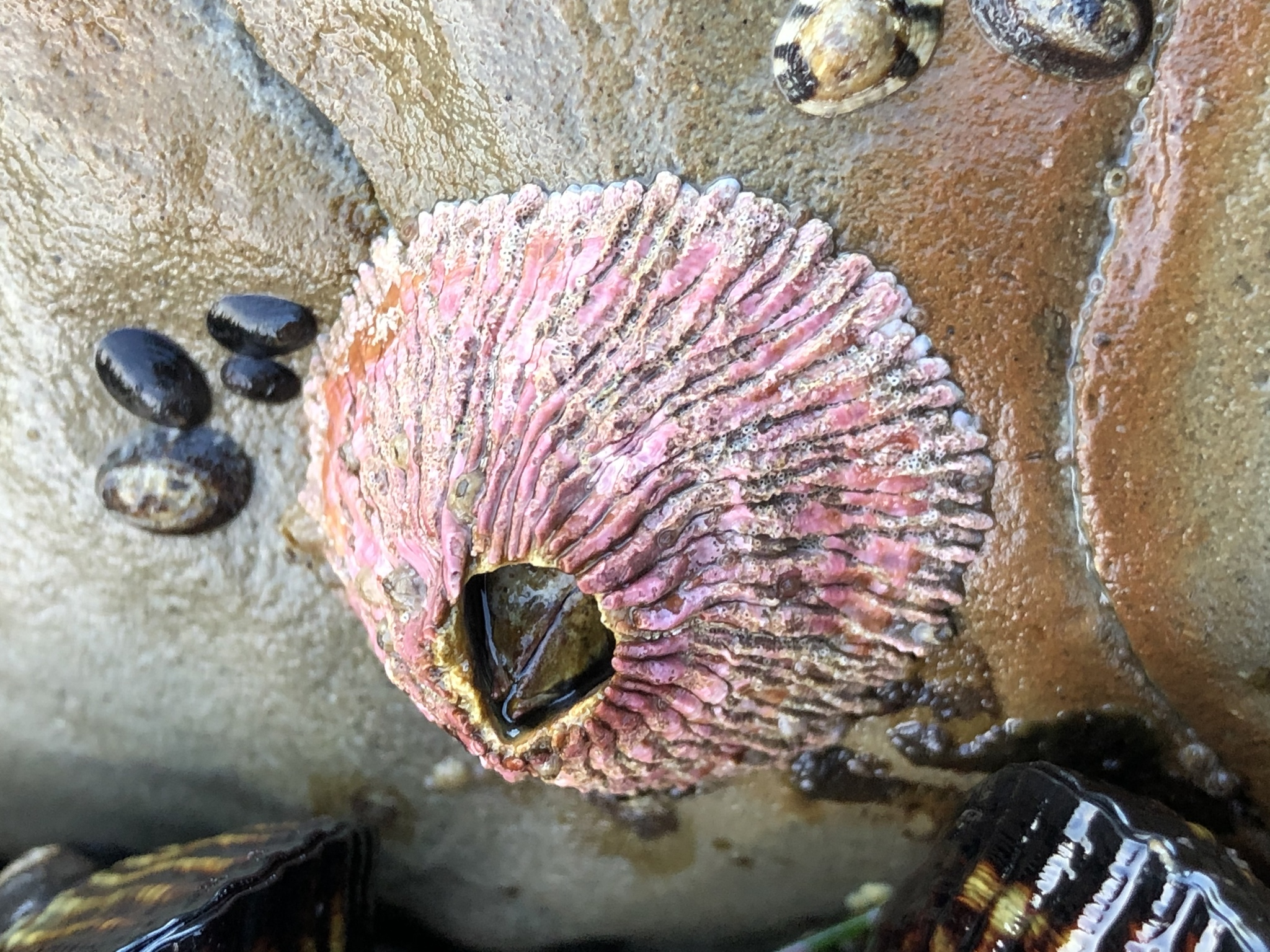
Tetraclita rubescens (Tetraclitidae).
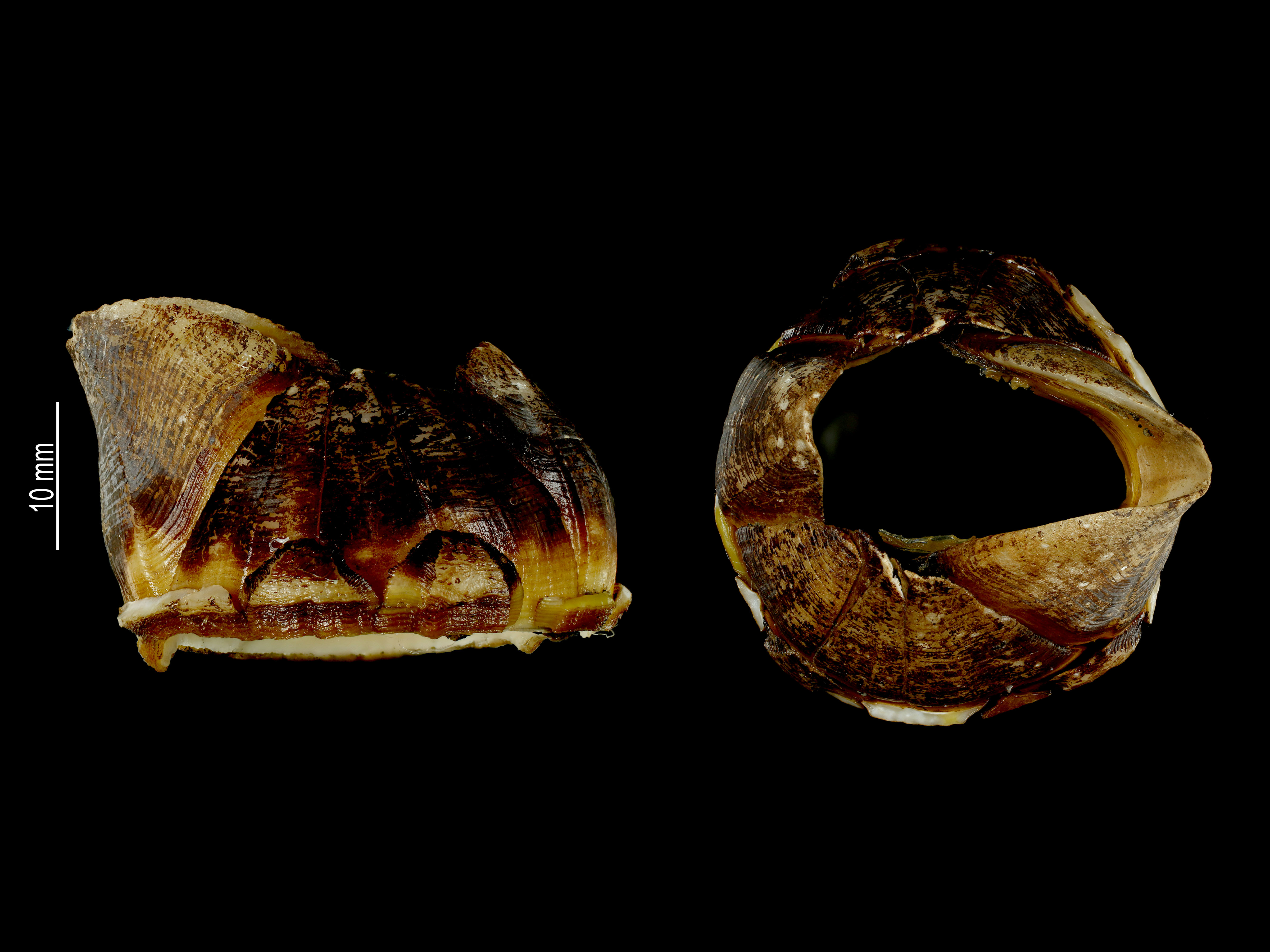
Waikalasma boucheti (Waikalasmatidae).
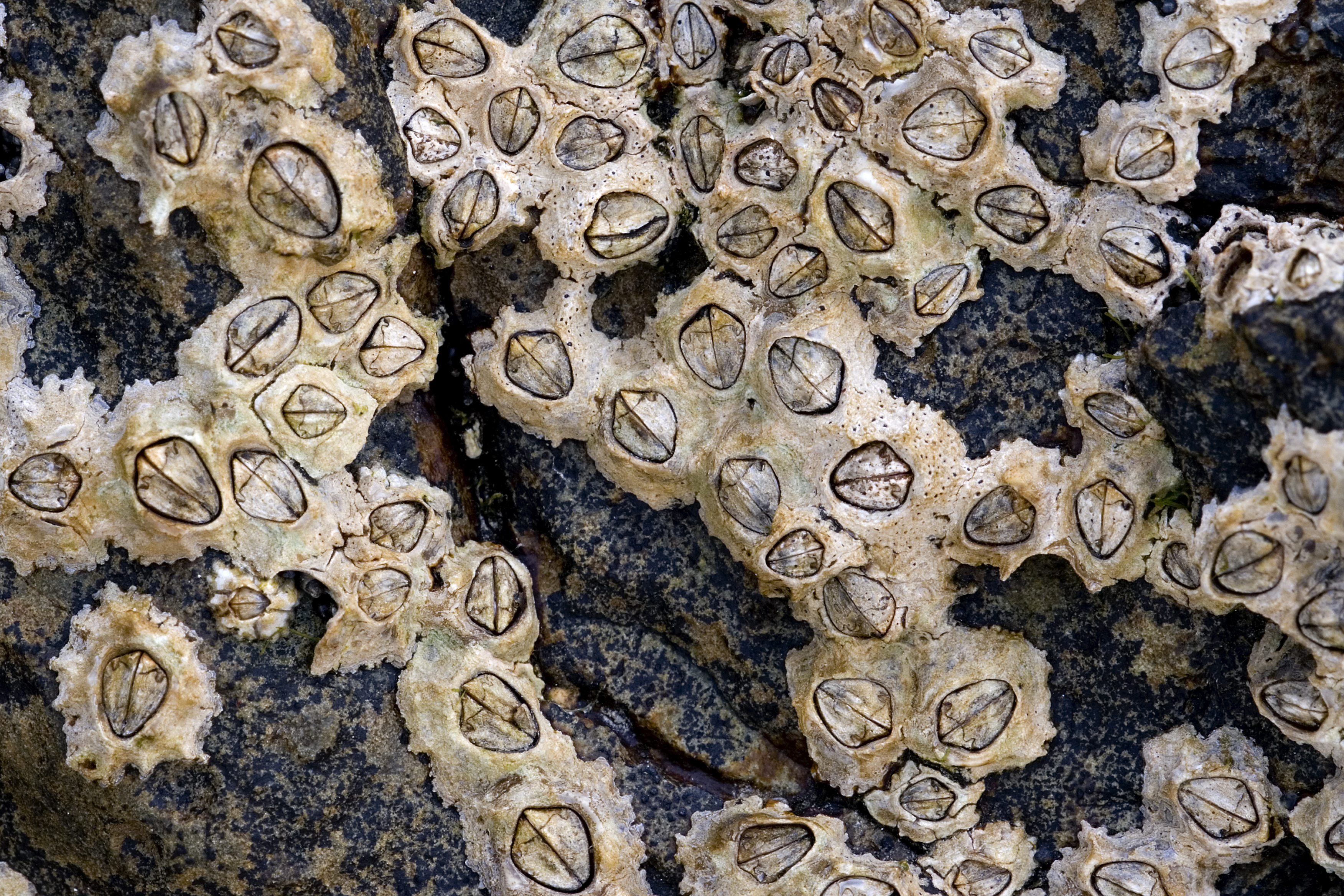
Chthamalus stellatus sur l'estran battu, associé au lichen Lichina pygmaea.